# Walter Knaus
Walter Knaus ist ein deutscher Hörspielregisseur. 1952 wurde seine Inszenierung des Stücks Darfst du die Stunde rufen? von Erwin Wickert (SDR 1951) mit dem renommierten Hörspielpreis der Kriegsblinden ausgezeichnet. In den 1950er und 1960er Jahren war er auch als Regisseur für einige Fernsehfilme tätig.

## Hörspiele (Auswahl)
Die ARD-Hörspieldatenbank enthält (Stand: März 2025) für den Zeitraum von 1950 bis 1974 insgesamt 204 Datensätze, bei denen Walter Knaus als Regisseur geführt wird.
- 1951: Franz Werfel: Jacobowsky und der Oberst
- 1951: Rudolf Forster: Robinson soll nicht sterben
- 1951: Darfst du die Stunde rufen?
- 1951: Der Schatten eines Strohhalms oder Die neue Zeit ist da
- 1952: Die verschlossene Tür
- 1952: Der Teufel hole die Philosophie
- 1952: Der Tramp
- 1952: Shakespeares Tod
- 1953: Herodes und Mariamne
- 1953: Unter der grünen Erde
- 1954: Otto Heinrich Kühner: Das Protokoll des Pilatus
- 1954: Hugo Hartung: Schäferlegende
- 1954: Hans Sattler: Weiße Nächte
- 1954: Simon Glas: Partisanen
- 1954: Alexander Nikolajewitsch Ostrowski: Eine Dummheit macht auch der Gescheiteste
- 1956: Günter Eich: Geh nicht nach El Kuwehd
- 1956: Der liebe Augustin (6 Teile)
- 1957: Friedrich Dürrenmatt: Abendstunde im Spätherbst
- 1957: Charles Dickens: Oliver Twist
- 1958: Die ungleichen Brüder (Pamphila)
- 1959: Nikolai Wassiljewitsch Gogol: Die Heirat
- 1959: August von Kotzebue: Die deutschen Kleinstädter
- 1960: Kopf in der Schlinge (Fernsehfilm)
- 1960: Der Eulenschrei
- 1960: Gerhart Hauptmann: Vor Sonnenuntergang
- 1961: Major Barbara
- 1962: Fjodor Michailowitsch Dostojewski: Onkelchens Traum
- 1963: Strenger Abschied